# Малый Енисей
Ма́лый Енисе́й (Каа-Хем, c тув. Каа-Хем — «малая река») — большая река в Республике Тува и Монголии, принадлежит бассейну Енисея. Площадь бассейна составляет 58 700 км².
Почти на всём своём протяжении является горной порожистой рекой.

## Этимология
Местное название реки Каа-Хем происходит от тувинских слов и переводится как «малая река».

## Притоки
- Бай-Сют
- 15 км: Ондум (Ак-хем) (пр.)
- 19 км: кл. Терехтыг (пр.)
- 35 км: Баян-Кол (пр.)
- 51 км: Бурен (Бурен-Хем) (пр.)
- 83 км: Копто (Хобто) (пр.)
- 90 км: Шан (пр.)
- 95 км: Мерген (пр.)
- 95 км: руч. Оштан (пр.)
- 100 км: руч. Кара-суг (лв.)
- 106 км: Дерзиг (пр.)
- 111 км: руч. Куден (пр.)
- 114 км: Бурен (Брень, Бурень, Хем-Брень, Ак-хем) (лв.)
- 118 км: Кызык (пр.)
- 132 км: руч. Мочажный (пр.)
- 134 км: Бельбей (руч. Лухаир, Белбей) (лв.)
- 144 км: Мизин (Сизим) (лв.)
- 147 км: руч. Эржей (Мал. Эржей) (пр.)
- 154 км: руч. Кара-Бельдыр (лв.)
- 160 км: Шуй (пр.)
- 177 км: Ужеп (руч. Тот-хем) (пр.)
- 179 км: Улуг-Шивей (Сайлик) (лв.)
- 184 км: руч. Алды-Каржай (пр.)
- 188 км: руч. Устю-Каржай (лв.)
- 194 км: Мос (лв.)
- 195 км: руч. Большой Май (пр.)
- 206 км: Мал. Юс (лв.)
- 212 км: Бол. Юс (Алды-Ус) (лв.)
- 216 км: Бильбы (пр.)
- 216 км: без названия (лв.)
- 218 км: Унжей (пр.)
- 226 км: Ниж. Хуурик (лв.)
- 230 км: Верх. Хуурик (лв.)
- 231 км: Харган (пр.)
- 238 км: Кызыл-хем (Шишхид-гол) (пр.)
- 251 км: Арастой (пр.)
- 257 км: Катазе (лв.)
- 262 км: Им (пр.)
- 265 км: Аён (лв.)
- 267 км: Чинге (лв.)
- 272 км: Хатарба (лв.)
- 290 км: Каргы (лв.)
- 299 км: без названия (лв.)
- 304 км: Ханыр (пр.)
- 309 км: Хавай (пр.)
- 311 км: Милзей (пр.)
- 334 км: без названия (пр.)
- 339 км: Сайгай (лв.)
- 353 км: без названия (пр.)
- 354 км: без названия (лв.)
- 357 км: Тениус (пр.)
- 360 км: Верх. Тениус (пр.)
- 369 км: Сарыг-эр (пр.)
- 375 км: без названия (пр.)
- 379 км: Салдам (лв.)
- 381 км: без названия (пр.)
- 392 км: Мот (пр.)
- 428 км: руч. Кызыл-Хан (лв.)
- 430 км: Торбулук (Торлуг-хем) (пр.)
- 436 км: Оюм (пр.)
- 449 км: Шивилик (лв.)
- 457 км: Агаш (пр.)
- 460 км: Коктурге (лв.)
- 466 км: Кундус (пр.)
- 471 км: Урсыл (лв.)
- 492 км: руч. Альтрык (лв.)
- 501 км: Чахыртой (пр.)
- 503 км: руч. Тоскул (лв.)
- 506 км: руч. Бургаст-Булу (пр.)
- 522 км: Жин-хем (Чин-хем, Чик) (пр.)
- 534 км: Сольбельдер (Селебельдыр) (лв.)
- 543 км: Цаган-Сала (Агатыр, Тарги) (пр.)

## Течение
Существуют несколько версий выделения русла Малого Енисея. Из них основными являются две, основанные на толковании русла выше 238-го километра от устья. Высота устья — 619,5 м над уровнем моря.

### «Российская» версия
По этой версии название Малый Енисей используется для реки, вытекающей из Тере-Хольской котловины, эта река выше впадения в неё правого притока Сарыг-Эрн именуется на тех же картах Балыктыг-Хем. По этой версии Малый Енисей от Тере-Хольской котловины течёт преимущественно в северном направлении и в 238 км от устья приняв правый приток — реку Кызыл-Хем — меняет направление течения на преимущественно западное. При этом длина Малого Енисея составляет 563 км и он полностью протекает по территории России. Российская карта, составленная по съёмкам партии Министерства путей сообщения Российской империи по исследованию бассейна верхнего Енисея в 1907—1910 годах, отображает во всех подробностях именно эту точку зрения (на карте использована топонимика той эпохи).
Данной версии придерживается Государственный водный реестр, а на картах Генштаба СССР имеются расхождения, так на топографической карте масштаба 1:200 000 (листы M-47-VII и M-47-VIII), а также топографической карте масштаба 1:100 000 (листы M-47-27, M-47-39 и M-47-40) показано, что Малый Енисей вытекает из Тере-Хольской котловины. В то же самое время на топографической карте Генштаба масштаба 1:200 000 (листы M-47-III и M-47-IV), на топографической карте масштаба 1:500 000 (лист M-47-Б) указано, что монгольская река Шишгид-Гол является верхним течением Малого Енисея, а на листе того же масштаба M-47-А, а также на листе масштаба 1:1 000 000 M-47 указано сразу оба варианта: в восточной части листа в качестве Малого Енисея указана Шишгид-Гол, а в южной части листа указано, что Малый Енисей совсем другая река, которая вытекает из Тере-Хольской котловины. При этом, во многих энциклопедиях даны описания реки по «монгольской» версии, а длина по «российской». К примеру: Большая советская энциклопедия, Словарь современных географических названий.

#### Истоки
Верховья реки называются Балыктыг-Хем, координаты истока 50°22′28″ с. ш. 96°23′50″ в. д.

### «Монгольская» версия
Эта версия присутствует на советских топографических картах Генштаба (где одновременно сосуществует с т. н. «российской версией»), в то же время современные российские топографические карты, выпущенные ГосГИСцентром Росреестра, последовательно придерживаются именно «монгольской версии», так как на них Шишгит-Гол показана как верхнее течение Малого Енисея, а присутствующая в этом качестве в «российской версии» река, вытекающая из Тере-Хольской котловины, на современных российских топографических картах (на всех листах топографических карт масштаба 1:100 000 и 1:50 000) показана только под названием Балыктыг-Хем.
По «монгольской версии» на 238 км от устья Малый Енисей принимает левый приток — реку Балыктыг-Хем. При этом длина Малого Енисея составляет 615 км. Протекает по территории монгольского аймака Хувсгел и российской Республике Тыве.

#### Истоки
Берёт своё начало на высоте 1615 м над уровнем моря при слиянии Мунгараг-Гола и Гунын-Гола в северной Монголии под названием Бахтахын-Гол, позже Шишгид-Гол (монг. Шишгэд гол). Координаты истока: 50°47′08″ с. ш. 99°11′22″ в. д..

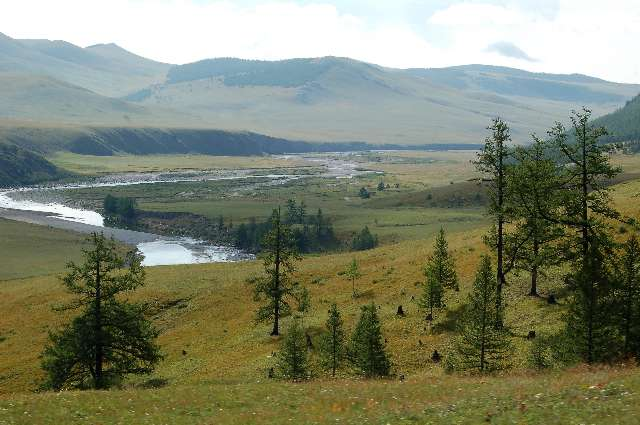
Правый исток Бахтахын-Гола — Гунын-Гол

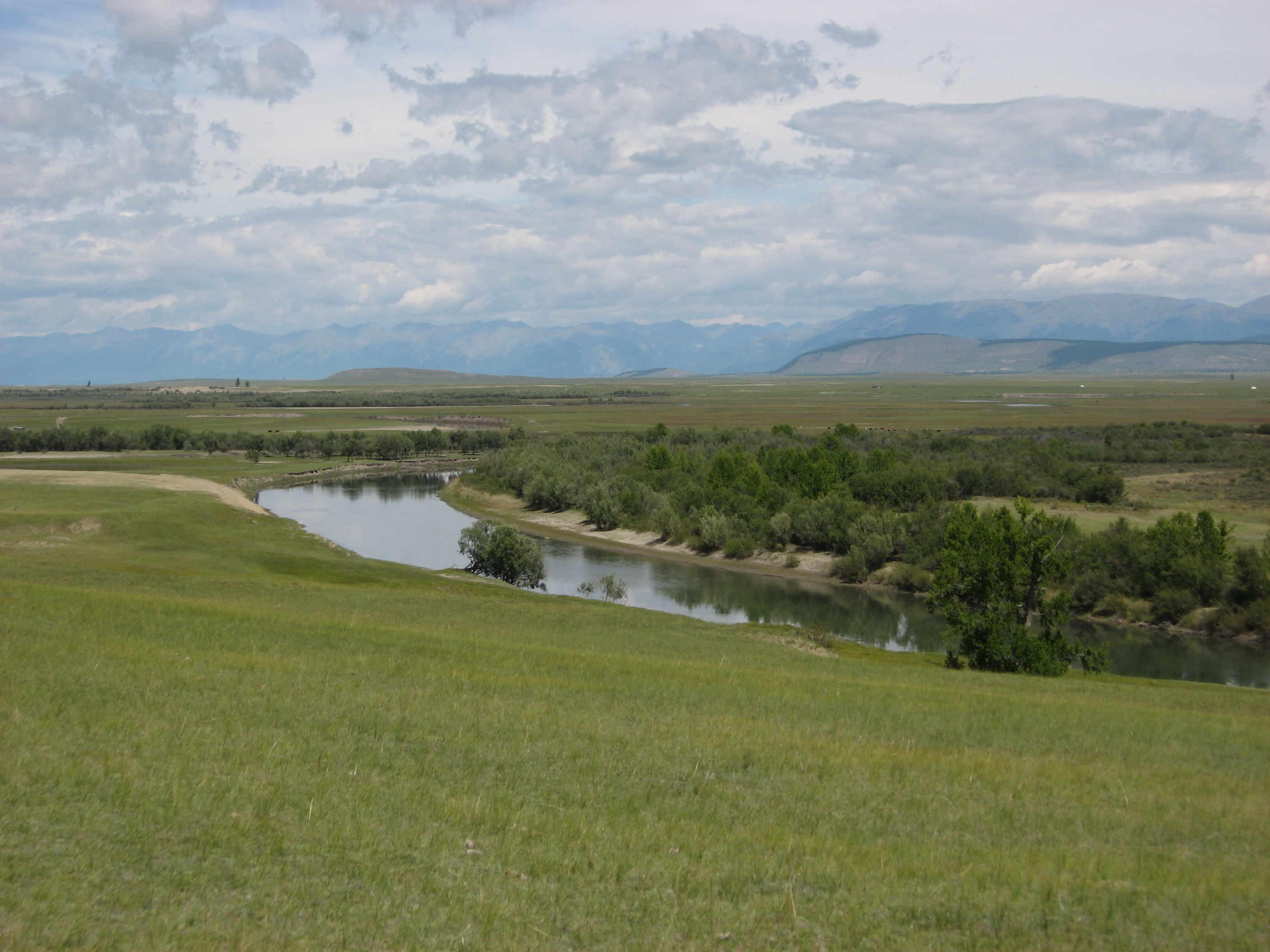
Шишгид-Гол

Мунгараг-Гол и Гунын-Гол начинаются на восточном склоне хребта Улаан-Тайга (высота пиков 3351 и 3300 м соответственно).
С западного склона этого же хребта начинается левый исток Селенги Дэлгэр-Мурэн.
После слияния рек Мунгараг-Гол и Гунын-Гол река получает название Бахтахын-Гол, далее Шишгид-Гол. В центре Дархадской котловины впадает в озеро Доод-Цагаан-Нуур, после того как Шишгид-Гол вытекает из Доод-Цагаан-Нуура, на топографических картах название Шишгид-Гол обозначается как местный вариант названия реки Малый Енисей. Затем, после слияния с Билином, уже на территории России Шишгид-Гол меняет название на Кызыл-Хем (в переводе с тувинского Красная река).

### Нижнее течение
Выше Сарыг-Сепа слева впадает последний крупный приток, Бурен, собирающий сток с наветренной стороны хребта Хорумнуг-Тайга (с тувинского Скалистая тайга), относящегося к системе Восточного Танну-Ола, а также через небольшую реку Мажалык из озера Чагытай. Заканчивается в городе Кызыл, сливаясь с рекой Большой Енисей, образуя таким образом Верхний Енисей.

## Гидрометрия

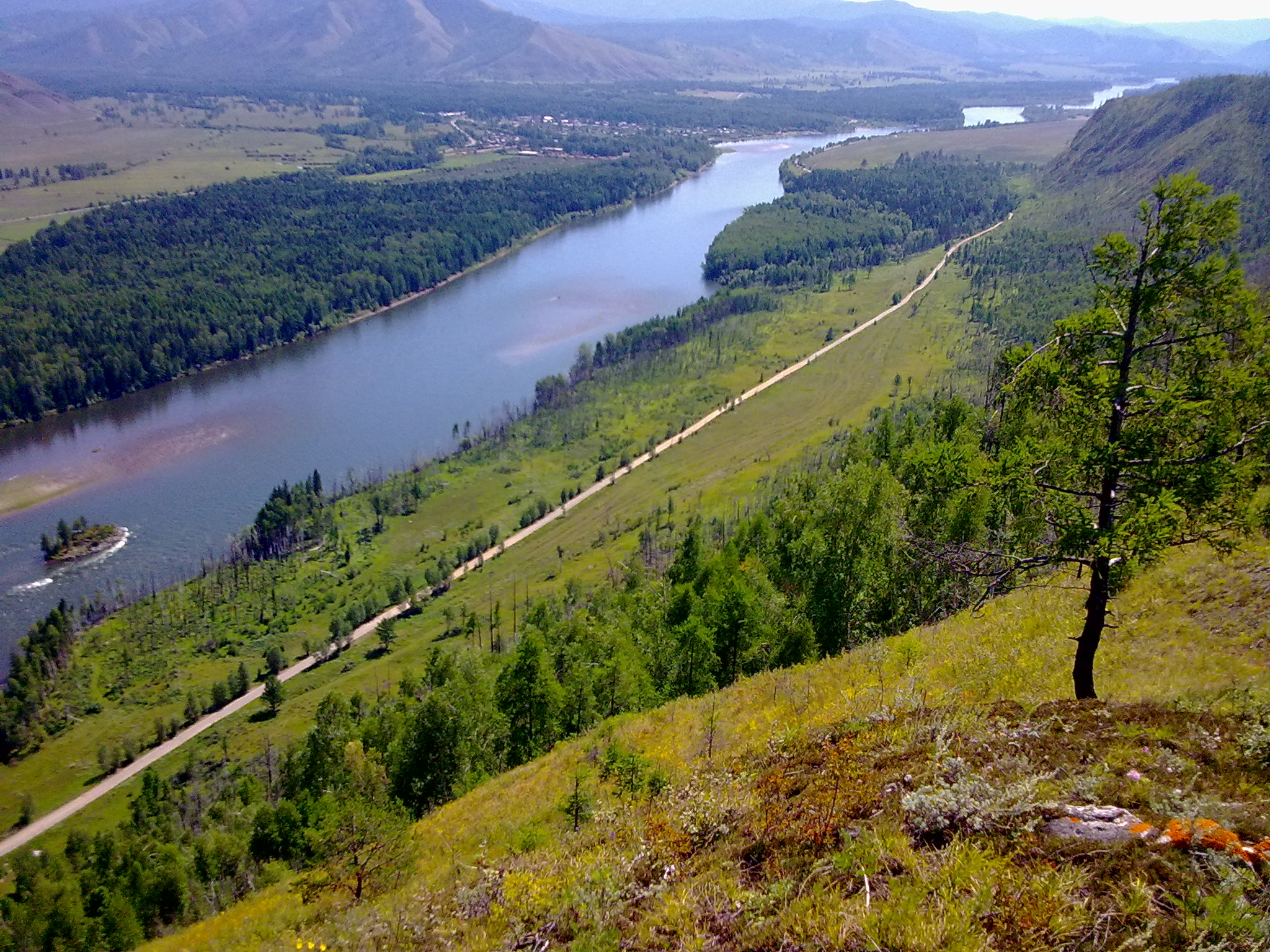
река Каа-Хем

Сток Малого Енисея наблюдался в течение 23 лет (1974—1999) на контрольно-измерительной станции в Кызыле. Средний годовой сток, отмеченный в Кызыле в этот период составил 410,19 м³/с для бассейна 58 600 км². Это соответствует среднему количеству осадков в 221 мм/год, которые в контексте Тувы можно считать высокими. Питание рек главным образом обеспечивается таянием снега и ледников на высоких горах Саян. Половодье приходится на весну и лето, с мая по август. Пик стока происходит в июне во время массового таяния снега и льда в вершинах бассейна. В течение всего лета сток постепенно уменьшается, оставаясь при этом достаточно высокой в связи с продолжающимся таянием льда. Начиная с сентября, сток реки резко падает и на момент ледостава с ноября по апрель наблюдается минимальный сток. Среднемесячный сток, зафиксированный в марте (минимально низкий уровень воды) составляет 96,0 м³/с или почти 10 % стока в июне месяце (1024 м³/с). За период наблюдения в 23 года минимальный ежемесячный сток составил 76,3 м³/с в марте 1979, а максимальный ежемесячный сток составил 1680 м³/с в июне 1977 года.
| Средний расход воды (м³/с) Малого Енисея по месяцам, измерявшийся на гидрометрической станции в Кызыле. Данные рассчитаны за период наблюдения в 23 года. |

## Прочее

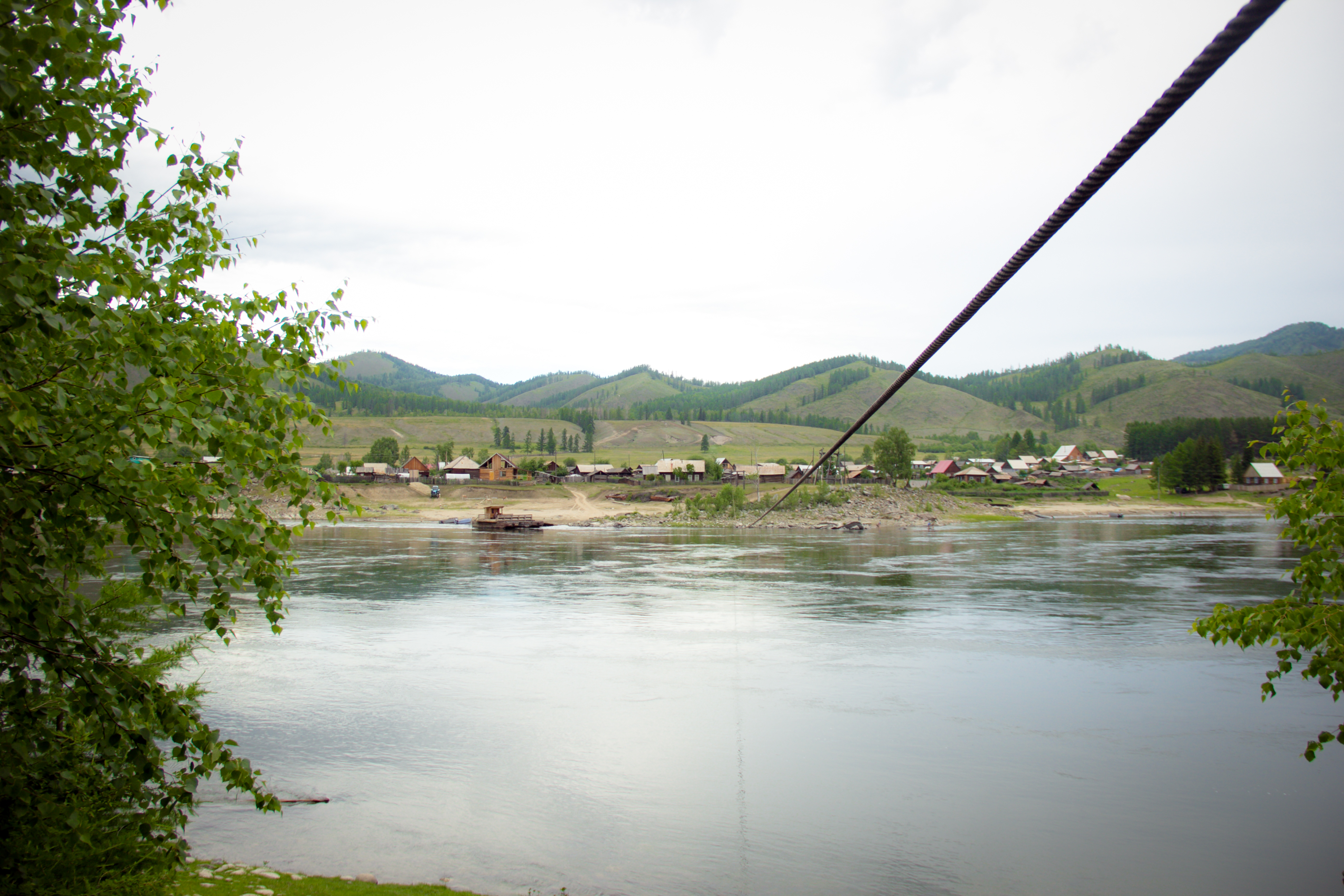
Село Эржей через реку Каа-Хем

В бассейне реки целиком располагается весь Каа-Хемский кожуун, частично Тере-Хольский кожуун республики Тува и частично Тандинский кожуун. До середины 90-х годов на реке существовало несколько паромных переправ в районе населённых пунктов: Кок-Тей (районного значения), Суг-Бажи, Бурен-Хем, Кундустуг, Бояровка, Кок-Хаак, Дерзиг-Аксы, Усть-Бурен, Бильбей и Сизим. В 1997 году был сдан мост в районе Кок-Тея, что обеспечило постоянную связь района с городом Кызыл. Из паромных переправ на сегодняшний день остались действующими только три: в посёлках Дерзиг-Аксы (25 тонн), Бильбей, Сизим.
До 1992 года на реке существовало пассажирское судоходство на участке Кызыл — Сизим. Позднее в связи с убыточностью и постройкой моста районе Кок-Тея оно было прекращено.

## Стихийные бедствия
Во времена весеннего паводка и затяжных летних дождливых периодов (май — июль) для Малого Енисея характерны мощные наводнения, когда уровень реки превышает критический на 1-2 метра, что вызывает подтопление таких населённых пунктов как Дерзиг-Аксы, Сарыг-Сеп, Каа-Хем и микрорайон «Орбита» города Кызыл. В ходе наводнения оказываются затоплены все пойменные леса, в том числе и два км автодороги «Кызыл — Сарыг-Сеп». Последние сильные наводнения наблюдались в 1998, 2004, 2007 и 2010 годах. Наиболее значительный урон наносится частным владениям в посёлке Дерзиг-Аксы, затопление которого вызывается высоким уровнем воды одновременно в Малом Енисее и в реке Дерзиг.

## Экологические проблемы
Озеро Чагытай в 90-х годах стало широко использоваться для выращивания различных промысловых рыб. Однако его связь с Малым Енисеем привела к проникновению в реку нехарактерных для неё прежде видов рыб: леща и краснопёрки.